# Punta Cervina
La Punta Cervina (Hirzer in tedesco - 2.781 m s.l.m.) è una montagna delle Alpi Retiche orientali (più precisamente della sottosezione denominata Alpi Sarentine, di cui è anche la vetta di maggiore altitudine). Si trova nella provincia autonoma di Bolzano nella Regione Trentino-Alto Adige.